# Styphelia tenuiflora
Styphelia tenuiflora är en ljungväxtart som beskrevs av George Bentham. Styphelia tenuiflora ingår i släktet Styphelia och familjen ljungväxter. Inga underarter finns listade i Catalogue of Life.